# Давид Комнин
Давид Комнин (грч. Δαβίδ Κομνηνός; Константинопољ) је био савладар свога брата, трапезунтског цара Алексија I од 1204. до 1212. из династије Великих Комнина.
Био је унук последњег византијског цара из династије Комнина Андроника I Комнина. После пропасти династије, његова мајка, грузијска принцеза Русудан, сестра царице Тамаре, одвела је Алексија и другог сина Давида собом на исток. Након пада Цариграда 1204, Андроникови унуци су заузели црноморску обалу Мале Азије уз грузијску помоћ и основали Трапезунтско царство. Давид је започео продор на запад дуж црноморске обале који је након заузимања Синопе, Пафлагоније и Хераклеје зауставио цар Теодор I Ласкарис.
Давид Комненос (грч. Δαβιδ Κομνηνος, груз. დავით კომნენოსი) (око 1184. – 1212. је био један од оснивача Трапезунтског царства, заједно са својим братом царем Алексијем I) до његове смрти. Најмање два оловна печата и натпис пронађен на кули у Хераклеји Понтијској потврђују да је он био први у својој породици који је користио презиме Велики Комнин. Био је син Манојла Комнина и унук цара Андроника I.

## Заузимање Трапезунта
Давидов живот није добро документован; примарни историчар за Трапезунтско царство, Михаило Панарет, не пропушта ни једном да га помене. Пошто је био брат цара Алексија I, можемо закључити имена неких његових рођака: Отац им је био Манојло Комнин, а деда византијски цар Андроник I. Њихова рођака краљица Тамара је била краљица Грузије; није јасно како су Давид и Тамара били у сродству. Према Михаилу Панарету, краљица Тамара је била Алексијева рођака по оцу (προς πατρος θεια); Кирил Туманоф је тврдио да се њихов деда цар Андроник I, док је био у Грузији, оженио неименованом сестром краља Ђорђа III. Недавно је Мишел Куршански оспорио Тумановову теорију, изводећи доказе да су Алексијева мајка и/или бака биле ћерке из кућа Палеолога или Дуке, али није успео да понуди објашњење зашто Панарет описује краљицу Тамару као Алексијеву тетку по оцу. Без обзира на природу њиховог односа, након смрти цара Андроника I и њиховог оца Манојла, краљица Тамара пружила је уточиште дечацима на грузијском двору, где су вероватно одгајани и школовани.
У априлу 1204. године, док је Константинопољ био заузет сталним сукобом са крсташима, Давид и Алексије су заузели град Трапезунт и подигли побуну. Одмах тај град, Ајнион и Синопа прихватише власт два брата. Док се Алексије настанио у Трапезунту како би успоставио царство – зарадивши себи подсмех да је „пословични Хилас, прозван и невиђен“ – Давид је, уз помоћ грузијских трупа и локалних плаћеника, постао господар Понта и Пафлагоније, укључујући Кастамону, за коју се каже да је замак предака Комнина. Док је Алексије прикупљао оданост тврђава Триполис, Керасус, Месохалдаион и Јасонис, Давид је напредовао на запад дуж обале од Синопе до обала реке Сангариос; градови Амастрис, Тиос и Хераклеја Понтијска су га дочекали.

## Освајање на западу
У овом тренутку Давид је наишао на још једног ривала за обнову срушеног Византијског царства: Теодора Ласкариса. Ласкарис је неутралисао ривале дуж својих јужних граница — Сабаса Асиденоса, Манојла Маурозомеса и Теодора Манкафа, док је осујетио покушаје Хенрика од Фландрије да прошири новоосновано Латинско царство на Анадолију. Давид је послао свог младог генерала Синадена са неким војницима да заузме град Никомедију, коју је евакуисало Латинско царство, али је Ласкарис сматрао делом свог домена, Никејског царства. Цар Теодор I Ласкарис је стратешки кружио око Синадена, водећи своје људе кроз тежак пролаз, и са потпуним изненађењем пао на бок свог непријатеља. Ласкарис је био спречен да искористи ову победу и примора Давидову западну границу да се повуче даље на исток благовременом акцијом Латина под Тијеријем де Лоом који је послат да заузме Никомедију. Али бугарска инвазија на Тракију приморала је Латине да се повуку.
За њихову помоћ, Давид је наградио Латинско царство бродовима жита и шунке. Затим, с обзиром на то како је цар Теодор I Ласкарис охрабрио султана Кејхусрева I да опседа Трапезунт 1205. или 1206. године, Давид је затражио од латинског цара да га укључи као свог поданика у своје уговоре и преписку са царем Теодором I Ласкарисом и да његову земљу третира као латинску територију. Према речима Вилијама Милера, „Било је у његовом интересу да преферира номиналну латинску власт од анексије од стране никејског цара.“ Када је његов положај био тако обезбеђен, прешао је реку Сангариос са трупом од око 300 франачких плаћеника, опустошио села подређена цару Теодору I Ласкарису и узео таоце од Плусијаса. Давид се повукао, али су Франци, који су неопрезно напредовали у брдовиту земљу, изненада били изненађени Андроником Гидом, генералом цара Теодора I Ласкариса, у грубим превојима Никомедије, и једва да је остао човек од њих.
Године 1208. цар Теодор I Ласкарис је обновио офанзиву против Давида Комнина код реке Сангариос и опколио Хераклеју Понтијску. Давид је одговорио тако што је послао гласника латинском цару Хенрику од Фландрије, који је молио за помоћ и упозорио монарха да ће Давид, ако му Хенрик не помогне, доживети озбиљан пораз. Остављајући свог маршала у Адријанопољу да заврши обнову града, Хенрик је затим прешао Мраморно море и заузео Никомедију, пратећи Ласкарисову позадину, што је овог приморало да повуче опсаду и врати се на своју територију. Теодорово повлачење је било скупо, јер је изгубио око 1000 људи у преласку Сангариоса, који је био у набујао. Хенрикова војска би можда заузела још земље у Битинији, да није наступила ужасно хладна зима која је спречила његове трупе да даље напредују.
Упркос овом неуспеху, цар Теодор I није одустао од покушаја да освоји Пафлагонију. После пораза Селџука код Антиохије на Меандру, закључио је уговор са новим Селџучким султаном Кејкавусом I и заједно су заузели територију Трапезунтаског царства. Према панегирику Никите Хонијата, није било отпора Теодоровим упадима, те је цар Теодор I на крају заузео Хераклеју Понтијску и Амастрис. Овде губимо Давида из историјских извора; шта се тачно догодило Давиду у наредних неколико година није познато. Васиљев је прокоментарисао да је недостатак информација за Давида Комнина у Нимфејском уговору доказ да његов бивши сизерен нема више користи од њега и да га је напустио да би постигао мир са царем Теодором I. Да га је цар Теодор I Ласкарис ухватио, вероватно би то било забележено у историји. Ранији научници, почевши од Јакоба Филипа Фалмерајера, ставили су Давидову смрт током опсаде Синопе 1214. године. Изгледа вероватно да је Давид побегао код латинског цара. Као што је горе поменуто, Михајло Панарет никада не помиње Давида, тако да не пружа никакву помоћ да одговори на то питање. У скорије време је поново откривена истина о његовој судбини: маргинална белешка записана на Светој Гори наводи да је Давид умро као монах у манастиру Ватопед 13. децембра 1212. године. Али ови докази постављају више питања него што дају одговоре, као што је на пример како и када се замонашио.
Шукуров одговор тражи у Панаретовом ћутању, за које верује да је било намерно и стога значајно: Давид се некако осрамотио и цар Алексије I га је затворио у Ватопед. Наговештај његовe увреде може да лежи у горе наведеном запажању Вилијама Милера који се односи на Давидов однос са царем Латинског царства, омраженим непријатељем Византинаца. Упркос потврђеној флексибилности византијске идеологије, његово потчињавање је можда било превише за његовог брата да би толерисао, и то је довело до његовог пада и заточеништва.
По најновијим истраживањима једног од највећих српских византолога, професора Радића, Давид се разболео и пред смрт се замонашио.

## Породично стабло
|  |                             |  |  |  |  |  |  |  |  |  |  |  |  |  |  |  |
|  | 16. Алексије I Комнин       |  |  |  |  |  |  |  |  |  |  |  |  |  |  |  |
|  |                             |  |  |  |  |  |  |  |  |  |  |  |  |  |  |  |
|  |                             |  |  |  |  |  |  |  |  |  |  |  |  |  |  |  |
|  | 8. Исак Комнин              |  |  |  |  |  |  |  |  |  |  |  |  |  |  |  |
|  |                             |  |  |  |  |  |  |  |  |  |  |  |  |  |  |  |
|  |                             |  |  |  |  |  |  |  |  |  |  |  |  |  |  |  |
|  | 17. Ирина Дука              |  |  |  |  |  |  |  |  |  |  |  |  |  |  |  |
|  |                             |  |  |  |  |  |  |  |  |  |  |  |  |  |  |  |
|  |                             |  |  |  |  |  |  |  |  |  |  |  |  |  |  |  |
|  | 4. Андроник I Комнин        |  |  |  |  |  |  |  |  |  |  |  |  |  |  |  |
|  |                             |  |  |  |  |  |  |  |  |  |  |  |  |  |  |  |
|  |                             |  |  |  |  |  |  |  |  |  |  |  |  |  |  |  |
|  | 9. Irene                    |  |  |  |  |  |  |  |  |  |  |  |  |  |  |  |
|  |                             |  |  |  |  |  |  |  |  |  |  |  |  |  |  |  |
|  |                             |  |  |  |  |  |  |  |  |  |  |  |  |  |  |  |
|  | 2. Манојло Комнин           |  |  |  |  |  |  |  |  |  |  |  |  |  |  |  |
|  |                             |  |  |  |  |  |  |  |  |  |  |  |  |  |  |  |
|  |                             |  |  |  |  |  |  |  |  |  |  |  |  |  |  |  |
|  | 1. Давид Комнин             |  |  |  |  |  |  |  |  |  |  |  |  |  |  |  |
|  |                             |  |  |  |  |  |  |  |  |  |  |  |  |  |  |  |
|  |                             |  |  |  |  |  |  |  |  |  |  |  |  |  |  |  |
|  | 24. Давид IV Грузијски      |  |  |  |  |  |  |  |  |  |  |  |  |  |  |  |
|  |                             |  |  |  |  |  |  |  |  |  |  |  |  |  |  |  |
|  |                             |  |  |  |  |  |  |  |  |  |  |  |  |  |  |  |
|  | 12. Demetre I of Georgia    |  |  |  |  |  |  |  |  |  |  |  |  |  |  |  |
|  |                             |  |  |  |  |  |  |  |  |  |  |  |  |  |  |  |
|  |                             |  |  |  |  |  |  |  |  |  |  |  |  |  |  |  |
|  | 25. Rusudan of Armenia      |  |  |  |  |  |  |  |  |  |  |  |  |  |  |  |
|  |                             |  |  |  |  |  |  |  |  |  |  |  |  |  |  |  |
|  |                             |  |  |  |  |  |  |  |  |  |  |  |  |  |  |  |
|  | 6. Гиорги III од Грузије    |  |  |  |  |  |  |  |  |  |  |  |  |  |  |  |
|  |                             |  |  |  |  |  |  |  |  |  |  |  |  |  |  |  |
|  |                             |  |  |  |  |  |  |  |  |  |  |  |  |  |  |  |
|  | 3. Русудан                  |  |  |  |  |  |  |  |  |  |  |  |  |  |  |  |
|  |                             |  |  |  |  |  |  |  |  |  |  |  |  |  |  |  |
|  |                             |  |  |  |  |  |  |  |  |  |  |  |  |  |  |  |
|  | 14. Khuddan, King of Alania |  |  |  |  |  |  |  |  |  |  |  |  |  |  |  |
|  |                             |  |  |  |  |  |  |  |  |  |  |  |  |  |  |  |
|  |                             |  |  |  |  |  |  |  |  |  |  |  |  |  |  |  |
|  | 7. Burdukhan of Alania      |  |  |  |  |  |  |  |  |  |  |  |  |  |  |  |
|  |                             |  |  |  |  |  |  |  |  |  |  |  |  |  |  |  |
|  |                             |  |  |  |  |  |  |  |  |  |  |  |  |  |  |  |